# Assé-le-Bérenger
Assé-le-Bérenger är en kommun i departementet Mayenne i regionen Pays de la Loire i nordvästra Frankrike. Kommunen ligger i kantonen Évron som tillhör arrondissementet Laval. År 2022 hade Assé-le-Bérenger 419 invånare.

## Befolkningsutveckling
Antalet invånare i kommunen Assé-le-Bérenger
| Referens: INSEE |